# 海保青陵
海保 青陵（かいほ せいりょう、宝暦5年（1755年）9月 - 文化14年5月29日（1817年7月13日））は、江戸時代後期の儒学者・経世家。通称は儀平（儀兵衛）または弘助、字は萬和。青陵は号である。別号に皐鶴。自著では「鶴」と称している。
人生の過半を遊歴に費やし、各地で『論語』などの中国古典や漢文作成の文法を教えながら、一方で経済上の様々な相談や指導を行って家計や経営の立て直しに手腕を振い、現在の経営コンサルタントの先駆けとも評される人物である。

## 略歴
丹後宮津藩青山家の家老・角田市左衛門（号・青渓、家禄は500石）の長男として江戸藩邸で生まれる。青渓は荻生徂徠や太宰春台の門下に学んだ経世家でもあり、当時の藩主青山幸道が青渓の従兄弟であったという事情も手伝い、藩の勝手掛という重職に就き藩財政の立て直しに努力していた。しかし藩に内紛が起こったことで、青渓は隠居せざるをえなくなる。結果、宝暦6年（1756年）に数え年2歳にも拘わらず青陵が家督を相続する。2年後、4歳の時に藩主が美濃郡上藩に移封になると、一家は暇願いを出して浪人の身になる。ただし、青陵の父は、彼が生きている限り青山家から20人扶持に金100両ずつ毎年送られることになっていたので、一家が困窮することはなかった。こうした幼い頃の体験が、青陵が権力により果たすべき政策に大きな関心を持ちつつも、権力の中枢に立ってそれを行使する気を持てなかった原因と推測される。幼少時は父から、次いで10歳で父の師であった宇佐美灊水から儒学を学ぶ。灊水は荻生徂徠晩年の高弟で、徂徠学の公的な側面を受け継いだ一人である。16-17歳の頃、蘭学医桂川甫三に住み込みで学び、ここから灊水の塾に通った。その子で父青渓の門人でもあった桂川甫周と兄弟同然に暮らした。青陵は秀才甫周を生涯尊敬し、彼から西洋的な合理主義の思想を学んだという。明和8年（1771年）父青渓が尾張藩に出仕すると、青陵も後留書役に召されるが学問中として辞して就かず、安永5年（1776年）弟の禎文を嫡子として角田家の家督を譲り尾張藩に仕えさせ、自身は祖父の父の海保姓を名乗り、宮津藩青山公の儒者として家禄150石で奉公する。また、同年日本橋檜物町に学塾を開く。この頃から経世の問題に目を向けるようになった。
安永8年（1779年）、禄を返上し、さらに天明4年（1784年）には青山家を脱藩。寛政元年（1789年）、経世家として身を立てるために上洛、江戸と京都を中心（しばしば木村兼葭堂を訪ねている）に大半を旅行に費やし、各地を遊学しつつ財政難に陥る大藩の高級武士や商人に経世策を説く一方、各地の産業や経済を身をもって見聞し、青陵自身の思想を深めていった。東海道を十遍、木曽街道二遍、北陸道を一遍踏破して数百の山に登り、三十国を訪れたと称した。一年逗留した武州川越で絹織物や煙草など産業改革案を進言したのは有名である。享和元年（1801年）、尾張藩の儒学者細井平洲が死去して月並の講書が不足したため、青陵は再び尾張藩の藩儒となるも、享和4年（1804年）に大病を理由に辞す。その後、金沢に2年弱逗留した後、文化3年（1806年）に京都を終生の場と定め、押小路富小路西に居を構えて塾を開き、今までの旅で得た豊かな経験を元に『稽古談』『洪範談』『前識談』など数多くの著作に結晶させた。また、当時の文人のならいで青陵は専門絵師の作品にしばしば着賛しているが、青陵自ら絵と賛をしたためた作品も残っている。
大坂の商人にして思想家の山片蟠桃とも親交があった。
文化14年（1817年）、63歳で京都に没す。法名は随応専順居士。生前の青陵は常々弟子たちに「私には親族はいないから、死んだら火葬し骨を粉にして、大風の吹くにまかせよ」と語っていたが、実際には金戒光明寺の塔頭・西雲院に葬られ、「海保青陵先生之墓」が現存している。大正13年（1924年）、正五位を追贈された。

## 思想
江戸時代後期における商業社会の拡大において、従来の封建的道徳観を否定し、智謀と打算によって富を得ようとすることを奨励した。青陵において旧来の道徳観念は活発な経済活動を抑圧する桎梏としてとらえられ、より感性的、道徳的に自由な経済観念を奨める。従来の儒者の奨める“仁”を“小仁”（目先の上下関係に縛られ、大枠の合理性を見落としたもの）として批判し、よりマクロな視点での“大仁”を基に行動規範を模索した。この大仁とは、ある善行において翻って必ず悪行が付随するということを前提としたものである。経済的競争によって一方が得をし、他方が損をするという図式が、大枠においては全体的な福祉を増進するという考え方は近代的経済学との共通点を見せるとも言える。しかし一方で、旧世的な愚民観を脱却しきれず、一方的なエリート論に終始する点も見られた。こうした伝統的儒学を乗り越えようとする姿勢は、桂川甫山らの蘭学者の影響と考える者もいる。重商主義的考えに基づき藩を経営し富国策を採用するよう勧めている、こうした彼の思想は、長州藩の村田清風等に影響を与えた。

## 名字「海保」の読み
名字の“海保”であるが、読み方には諸説あり、現代において一般的な“かいほ”と読まれることが多いが、『国史大辞典』（吉川弘文館）では根拠は不明だが“かいぼ”とルビがふられ、また「海保」は「海北」の転訛と考えられることから“かいほう”と呼ぶ研究者もいる。更に青陵が訪ねた記録が残る越中国高岡では「うみほ」「うんぽ」とも呼ばれたとも伝わっており、青陵自身はどう呼ばれるかあまり気にしなかったとも推測される。